# Saint-Denis-la-Chevasse
Saint-Denis-la-Chevasse est une commune française située dans le département de la Vendée, en région des Pays de la Loire.
Ses habitants sont les Dionysiens et les Dionysiennes.

## Géographie
Le territoire municipal de Saint-Denis-la-Chevasse s'étend sur 3 986 hectares. L'altitude moyenne de la commune est de 72 mètres, avec des niveaux fluctuant entre 43 et 88 mètres,.
|                       | Saint-Sulpice-le-Verdon (Montréverd) | La Copechagnière Les Brouzils |
| Les Lucs-sur-Boulogne | Saint-Denis-la-Chevasse              | Chauché                       |
| Saligny (Bellevigny)  | Dompierre-sur-Yon                    |                               |

### Climat
Pour des articles plus généraux, voir Climat des Pays de la Loire et Climat de la Vendée.
En 2010, le climat de la commune est de type climat océanique altéré, selon une étude du CNRS s'appuyant sur une série de données couvrant la période 1971-2000. En 2020, Météo-France publie une typologie des climats de la France métropolitaine dans laquelle la commune est exposée à un climat océanique et est dans la région climatique  Bretagne orientale et méridionale, Pays nantais, Vendée, caractérisée par une faible pluviométrie en été et une bonne insolation.
Pour la période 1971-2000, la température annuelle moyenne est de 11,9 °C, avec une amplitude thermique annuelle de 13,9 °C. Le cumul annuel moyen de précipitations est de 848 mm, avec 12,8 jours de précipitations en janvier et 6,6 jours en juillet. Pour la période 1991-2020, la température moyenne annuelle observée sur la station météorologique de Météo-France la plus proche, « St-Fulgent_sapc », sur la commune de Saint-Fulgent à 14 km à vol d'oiseau, est de 12,6 °C et le cumul annuel moyen de précipitations est de 815,9 mm,. Pour l'avenir, les paramètres climatiques de la commune estimés pour 2050 selon différents scénarios d'émission de gaz à effet de serre sont consultables sur un site dédié publié par Météo-France en novembre 2022.

## Urbanisme

### Typologie
Au 1er janvier 2024, Saint-Denis-la-Chevasse est catégorisée bourg rural, selon la nouvelle grille communale de densité à sept niveaux définie par l'Insee en 2022.
Elle est située hors unité urbaine. Par ailleurs la commune fait partie de l'aire d'attraction de La Roche-sur-Yon, dont elle est une commune de la couronne,. Cette aire, qui regroupe 45 communes, est catégorisée dans les aires de 50 000 à moins de 200 000 habitants,.

### Occupation des sols
L'occupation des sols de la commune, telle qu'elle ressort de la base de données européenne d’occupation biophysique des sols Corine Land Cover (CLC), est marquée par l'importance des territoires agricoles (94,5 % en 2018), en diminution par rapport à 1990 (95,7 %). La répartition détaillée en 2018 est la suivante : terres arables (57,2 %), zones agricoles hétérogènes (32 %), prairies (5,4 %), zones urbanisées (2,9 %), forêts (2,6 %). L'évolution de l’occupation des sols de la commune et de ses infrastructures peut être observée sur les différentes représentations cartographiques du territoire : la carte de Cassini (XVIIIe siècle), la carte d'état-major (1820-1866) et les cartes ou photos aériennes de l'IGN pour la période actuelle (1950 à aujourd'hui).

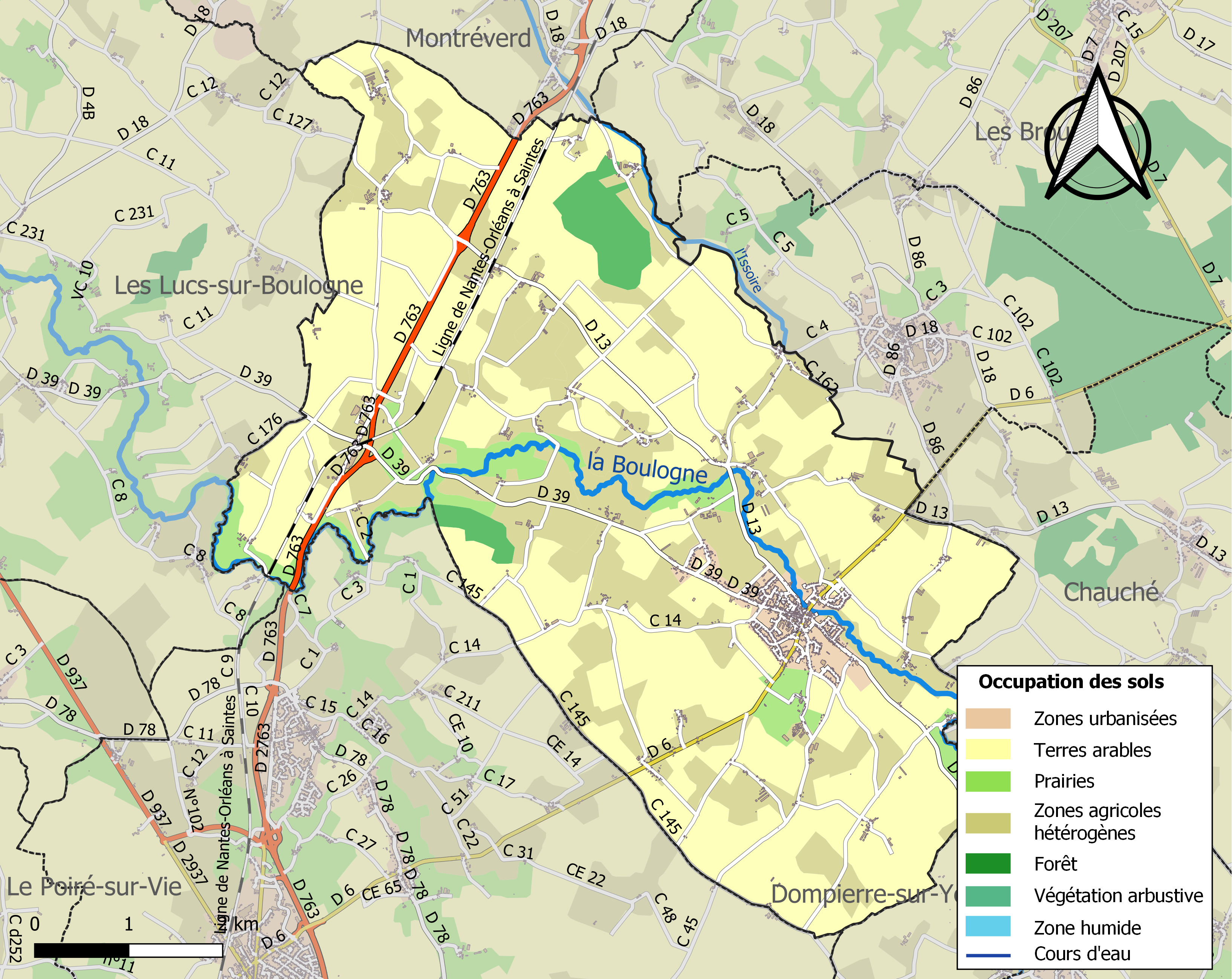
Carte des infrastructures et de l'occupation des sols de la commune en 2018 (CLC).

## Histoire
En 1795, durant la guerre de Vendée, une bataille eut lieu sur le territoire de la commune.

## Héraldique
| Blason | Blasonnement : Burelé d'or et de gueules de dix pièces à la bisse d'azur ondoyante en pal brochant sur le tout. |

## Politique et administration

### Liste des maires
| Période      | Période      | Identité                       | Étiquette | Qualité                                                                                        |
| ------------ | ------------ | ------------------------------ | --------- | ---------------------------------------------------------------------------------------------- |
| 1820         | 1832         | Alexis Bonnefond               |           |                                                                                                |
| 1832         | 1837         | Mathurin Jousseaume            |           |                                                                                                |
| 1837         | 1844         | Mathurin Bossu                 |           |                                                                                                |
| 1844         | 1848         | Prosper Chauvin                |           |                                                                                                |
| 1848         | 1849         | Félix Gouraud                  |           |                                                                                                |
| 1849         | 1852         | Antoine Hermouet               |           |                                                                                                |
| 1852         | 1870         | Auguste Jousseaume             |           |                                                                                                |
| 1870         | 1878         | Alexandre Amiaud               |           |                                                                                                |
| 1878         | 1881         | Alcime Roch                    |           |                                                                                                |
| 1881         | 1888         | Auguste Querqui de La Pouzaire |           |                                                                                                |
| 1888         | 1892         | Paul Cormier                   |           |                                                                                                |
| 1892         | 1912         | Alcime Roch                    |           |                                                                                                |
| 1912         | 1929         | Alcime Roch                    |           |                                                                                                |
| 1929         | 1944         | Eugène Arnaud                  |           |                                                                                                |
| 1945         | 1947         | Armand Marais                  |           |                                                                                                |
| 1947         | 1955         | Jules Brianceau                |           |                                                                                                |
| 1955         | 1974         | Marcel Moreau                  |           | Décédé en fonction                                                                             |
| 1975         | mars 1989    | Robert Herbreteau              |           |                                                                                                |
| mars 1989    | juin 1995    | André Albert                   | DVD       | Docteur vétérinaire                                                                            |
| juin 1995    | 28 mars 2014 | Jean-Pierre Renaud             | DVD       | Agriculteur                                                                                    |
| 28 mars 2014 | 25 mai 2020  | Jean-Yves Auneau               | SE        | Cadre de La Poste                                                                              |
| 25 mai 2020  | En cours     | Mireille Hermouet,             | DVD       | Chargée d’affaires dans une agence d’emploi Conseillère départementale d'Aizenay (depuis 2015) |

## Population et société
Les habitants de Saint-Denis-la-Chevasse sont appelés les Dionysiens et les Dionysiennes.

### Démographie

#### Évolution démographique
L'évolution du nombre d'habitants est connue à travers les recensements de la population effectués dans la commune depuis 1800. Pour les communes de moins de 10 000 habitants, une enquête de recensement portant sur toute la population est réalisée tous les cinq ans, les populations de référence des années intermédiaires étant quant à elles estimées par interpolation ou extrapolation. Pour la commune, le premier recensement exhaustif entrant dans le cadre du nouveau dispositif a été réalisé en 2006.

En 2022, la commune comptait 2 425 habitants, en évolution de +5,48 % par rapport à 2016 (Vendée : +5,33 %, France hors Mayotte : +2,11 %).
| 1800 | 1806  | 1821  | 1831  | 1836  | 1841  | 1846  | 1851  | 1856  |
| ---- | ----- | ----- | ----- | ----- | ----- | ----- | ----- | ----- |
| 813  | 1 024 | 1 174 | 1 256 | 1 265 | 1 325 | 1 452 | 1 531 | 1 604 |

| 1861  | 1866  | 1872  | 1876  | 1881  | 1886  | 1891  | 1896  | 1901  |
| ----- | ----- | ----- | ----- | ----- | ----- | ----- | ----- | ----- |
| 1 603 | 1 680 | 1 654 | 1 750 | 1 802 | 1 821 | 1 851 | 1 878 | 1 925 |

| 1906  | 1911  | 1921  | 1926  | 1931  | 1936  | 1946  | 1954  | 1962  |
| ----- | ----- | ----- | ----- | ----- | ----- | ----- | ----- | ----- |
| 1 922 | 1 862 | 1 624 | 1 607 | 1 553 | 1 564 | 1 539 | 1 401 | 1 563 |

| 1968  | 1975  | 1982  | 1990  | 1999  | 2006  | 2011  | 2016  | 2021  |
| ----- | ----- | ----- | ----- | ----- | ----- | ----- | ----- | ----- |
| 1 548 | 1 471 | 1 432 | 1 543 | 1 665 | 1 936 | 2 184 | 2 299 | 2 409 |

| 2022  | - | - | - | - | - | - | - | - |
| ----- | - | - | - | - | - | - | - | - |
| 2 425 | - | - | - | - | - | - | - | - |

#### Pyramide des âges
En 2018, le taux de personnes d'un âge inférieur à 30 ans s'élève à 39,5 %, soit au-dessus de la moyenne départementale (31,6 %). À l'inverse, le taux de personnes d'âge supérieur à 60 ans est de 20,7 % la même année, alors qu'il est de 31,0 % au niveau départemental.
En 2018, la commune comptait 1 183 hommes pour 1 166 femmes, soit un taux de 50,36 % d'hommes, légèrement supérieur au taux départemental (48,84 %).
Les pyramides des âges de la commune et du département s'établissent comme suit.
| Hommes | Classe d’âge | Femmes |
| ------ | ------------ | ------ |
| 0,4    | 90 ou +      | 1,7    |
| 6,4    | 75-89 ans    | 8,5    |
| 12,7   | 60-74 ans    | 11,7   |
| 18,9   | 45-59 ans    | 17,9   |
| 22,3   | 30-44 ans    | 20,4   |
| 16,7   | 15-29 ans    | 18,3   |
| 22,6   | 0-14 ans     | 21,4   |

| Hommes | Classe d’âge | Femmes |
| ------ | ------------ | ------ |
| 0,8    | 90 ou +      | 2,2    |
| 8,7    | 75-89 ans    | 11,1   |
| 20,3   | 60-74 ans    | 21,3   |
| 20     | 45-59 ans    | 19,4   |
| 17,5   | 30-44 ans    | 16,8   |
| 15     | 15-29 ans    | 13,2   |
| 17,7   | 0-14 ans     | 16,1   |

## Lieux et monuments
- Église Saint-Denis
- Musée des ustensiles de cuisine anciens
- Château de l'Aurière
- Château du Breuil

## Personnalités liées à la commune
- Pierre Rezeau, général de la division de Montaigu, dans l'armée de Charette pendant la guerre de Vendée.
- Paul Baugas, docteur en droit, doyen de la faculté de droit de l'université catholique de l'Ouest[26] et fondateur de l'école supérieure des sciences commerciales d'Angers[27].

## Culture
La commune dispose d'une salle de spectacle de 310 places, l'espace Richelieu, qui permet la représentation de pièces de théâtre ainsi que la projection de films itinérants. La troupe de théâtre Art-Scène se produit dans cette salle.
L'association L’Air d’en rire créé en 2004 à Saint-Denis-la-Chevasse organise le festival d'humour « Festival L’Air d’en rire ».

## Sports

### Equipements Sportifs
- Salle omnisports
- Stade Pierre-Moreau (terrain de football)

### Associations sportives
- Étoile sportive dionysienne section football (ESD Football)
- Étoile sportive dionysienne section tennis de table (ESD Tennis de table)
- Basket Club des Deux Étoiles (BC2E)
- Judo Club dionysien (JCD)